# Elsa Quiroz
Elsa Siria Quiroz también conocida como Elsa "Tata" Quiroz (n. 1951) es una docente y política argentina que ejerció el cargo de diputada nacional por la Coalición Cívica ARI por la Provincia de Buenos Aires. Fue secretaria general del movimiento Argentinos por una República de Iguales (ARI).

## Biografía
En 1976, con 25 años y mientras estudiaba arquitectura y militaba en la Juventud Universitaria Peronista en la Universidad Nacional del Nordeste fue detenida por la dictadura cívico-militar como presa política.
Fue fundadora del Sindicato Unificado de la Educación de la Provincia de Buenos Aires (SUTEBA) y de la Central de Trabajadores Argentinos (CTA).